# 平桥区

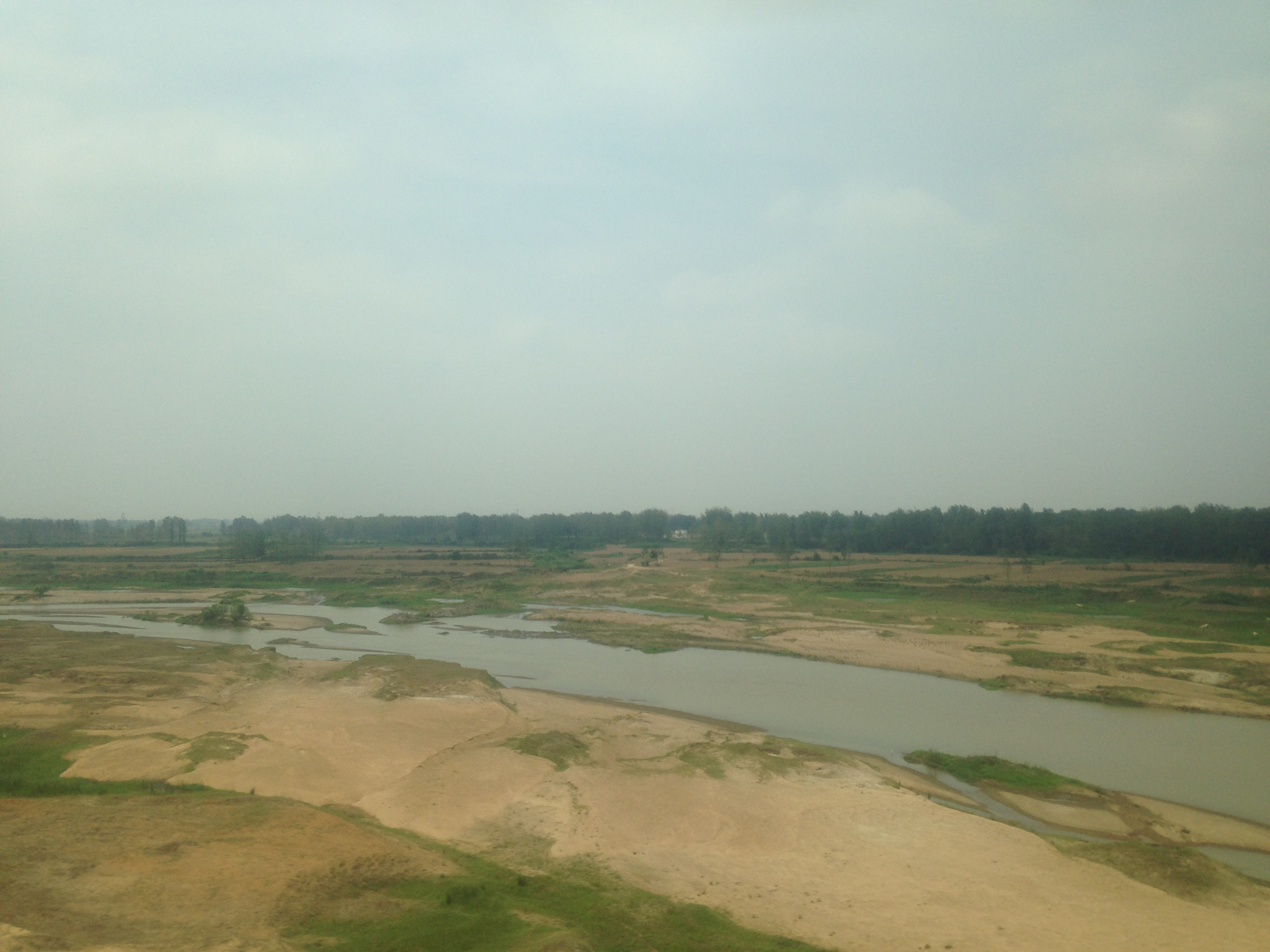

平桥区是河南省信阳市下辖的市辖区，位于淮河上游。區人民政府駐平橋街道。

## 行政区划
下辖：
羊山街道、前进街道、南京路街道、平桥街道、甘岸街道、五里店街道、平西街道、平东街道、震雷山街道、明港镇、五里店镇、邢集镇、平昌关镇、洋河镇、肖王镇、龙井乡、胡店乡、彭家湾乡、长台关乡、肖店乡、王岗乡、高粱店乡、查山乡、土城街道、明港工业管理区、城阳城址保护区、龙飞山办事处、北湖风景管理区、城东街道和农村改革发展综合试验核心区。

## 人口
根據第七次人口普查數據，截至2020年11月1日零時，平橋區常住人口86萬人。

## 交通
- 京港澳高速、 沪陕高速等高速公路， 107国道、 312国道等公路经过。
- 境内有京广铁路、宁西铁路等铁路线，有信阳东站、明港东站两座高铁站。